# Tétrapyle

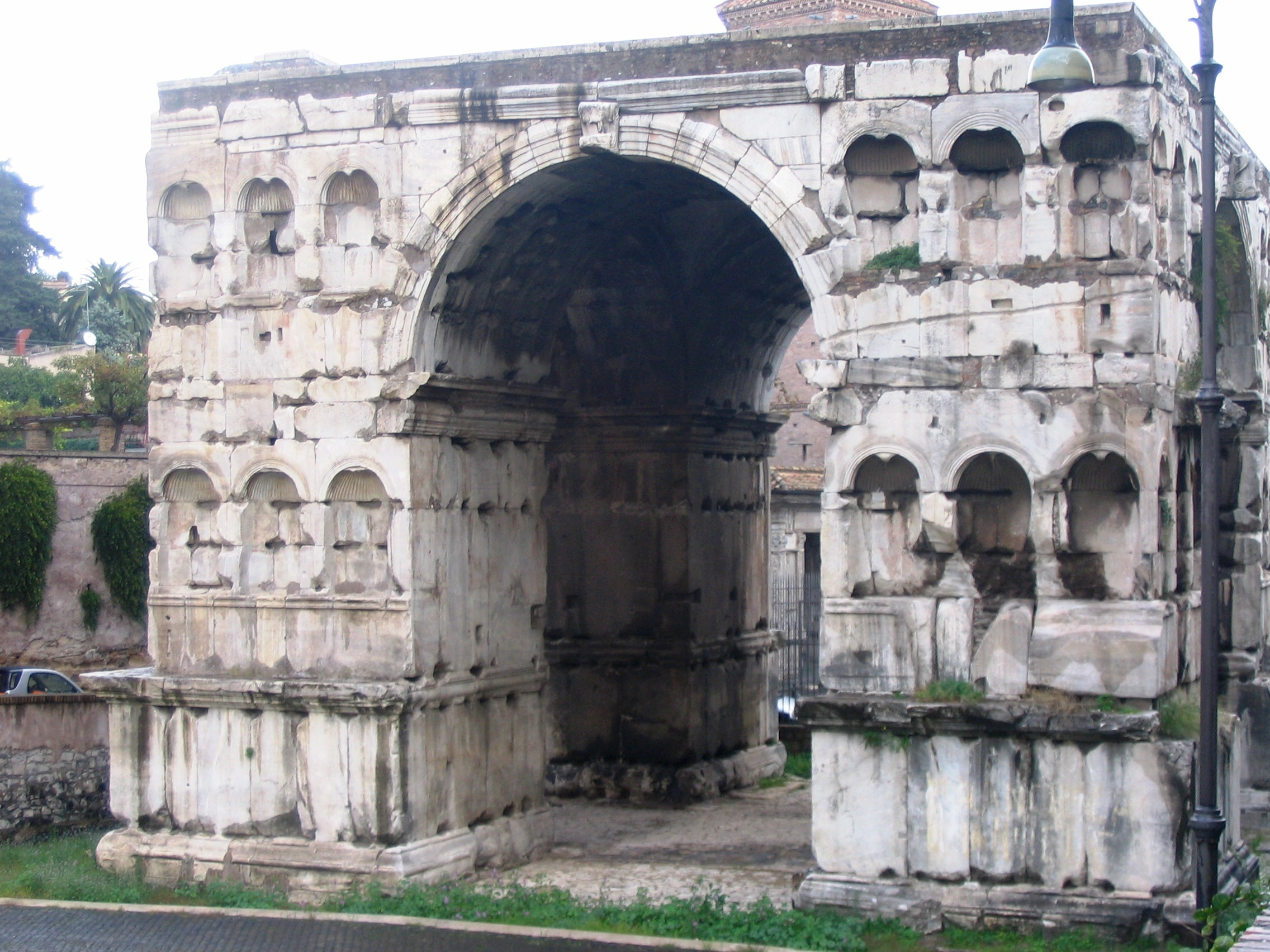
Arc de Janus, Rome, Italie : un exemple de tétrapyle romain antique.

Un tétrapyle est un monument comportant quatre entrées ou portes.

## Étymologie
Le terme « tétrapyle » provient du latin tetrapylum, par le grec ancien τετράπυλον (tetrápylon) signifiant littéralement « quatre portes », composée du préfixe τετρα- (tetra-), « quatre », et du suffixe -πυλον (-pylon), « porte monumentale ».
En latin, le terme quadrifons est parfois employé, ainsi que celui de janus, par référence au dieu romain Janus.

## Caractéristiques
Le tétrapyle est un édifice-type de l'Antiquité classique, particulièrement romaine, souvent de forme cubique et comportant une porte sur chacun de ses quatre côtés. Ce concept de quatre portes est la qualité définissant le tétrapyle, avec quatre piliers (ou autres structures analogues) placés dans les coins afin de les délimiter.
Généralement, ce type de monument est construit à des carrefours importants, ou à des points géographiques particuliers comme un sous-genre d'arc de triomphe, voire simplement comme éléments architecturaux décoratifs.
Les tétrapyles des carrefours ont valeur symbolique, voire ésotérique, à mettre en relation avec le dieu Janus, dieu des portes (janua en latin), des carrefours et des passages en général, par contraste avec les arcs de triomphe quadrifons et les monuments quadriplés délimitant le croisement de deux axes majeurs du plan urbain. Quand il s'agit d'un simple arc de triomphe, le tétrapyle est essentiellement un « doublement » de la forme originale, avec une paire d'ouverture sur un axe et une deuxième paire sur un axe perpendiculaire, souvent moins importante.
Les tétrapyles sont particulièrement fréquents dans les grandes cités de l'Orient romain où ils constituent un élément essentiel de la parure monumentale. À l'époque byzantine, certains tétrapyles sont réinterprétés comme symbolisant les quatre Évangélistes (comme à Éphèse).
Le tétrakionion est un type de tétrapyle où le croisement central n'est pas recouvert : les quatre marqueurs de coins existent comme quatre structures indépendantes.

## Exemples

### Tétrapyles antiques
Algérie
- Porte de Caracalla, Tébessa. Dédié à Caracalla, inclus dans la muraille de la ville.

Autriche
- Porte des païens, Carnuntum.

Espagne
- Arc, Capera, Cáceres, Estrémadure.

Égypte
- Grand tétrapyle, Alexandrie.

France
- Arc antique de Cavaillon, Vaucluse.
- Mausolée antique, Rouen, Seine-Maritime. Une vingtaine d'éléments de ce monument découvert au cours des fouilles de 1995 sont exposés au musée des antiquités de la Seine-Maritime[1].
- Pyramide de Vienne, Vienne, Isère. Datant du IIe siècle, il ornait la spina du cirque romain ; il porte un obélisque maçonné.

Grèce
- Arc de Galère, Thessalonique

Italie
- Arc de Janus, Rome. Datant du IVe siècle, il est situé sur le Forum Boarium ; autrefois surmonté d'une pyramide de brique plaquée de marbre.
- Arc des Gavi, Vérone.

Jordanie
- Tétrapyle, Ayla, Aqaba.
- Tétrapyle nord, Gérasa. Date de Septime Sévère, sur voûtes à quatre entrées, nouvellement restauré.
- Tétrapyle sud, Gérasa. Date du IIe siècle. Il en subsiste les bases de quatre piliers, chacun à quatre entrées.

Liban
- Tétrapyle, Anjar.

Libye
- Tétrapyle, Leptis Magna. Dédié à Septime Sévère.
- Tétrapyle de Marc Aurèle, Tripoli. Dédié à Marc Aurèle et Lucius Verus.

Syrie
- Tétrapyle, Bosra.
- Tétrapyle, Lattaquié (ancienne Laodicée).
- Tétrapyle, Ougarit.
- Tétrakionion, Palmyre. Date du IIe siècle. Marque le milieu de la voie centrale de la ville ; formé de quatre piliers surmontés de groupes de quatre colonnes coiffés d'un entablement de pierre.

Turquie
- Tétrapyle, Aphrodisias.
- Milion, Istanbul.

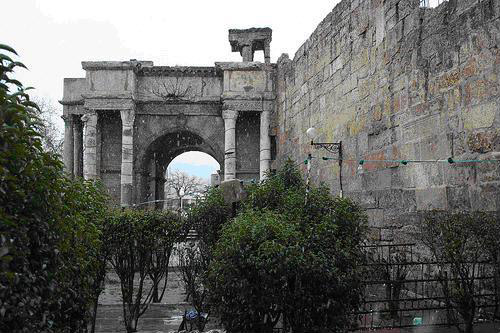
Porte de Caracalla, Tébessa, Algérie.
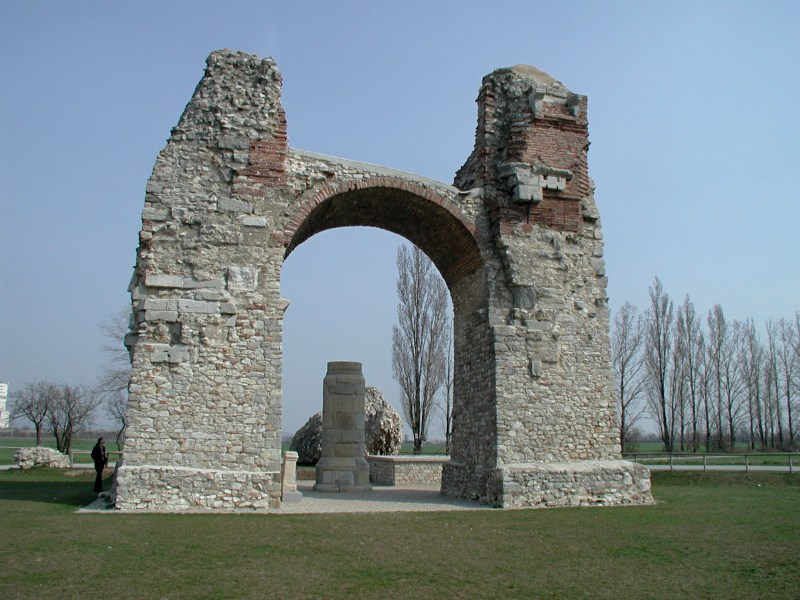
Porte des païens, Carnuntum, Autriche.
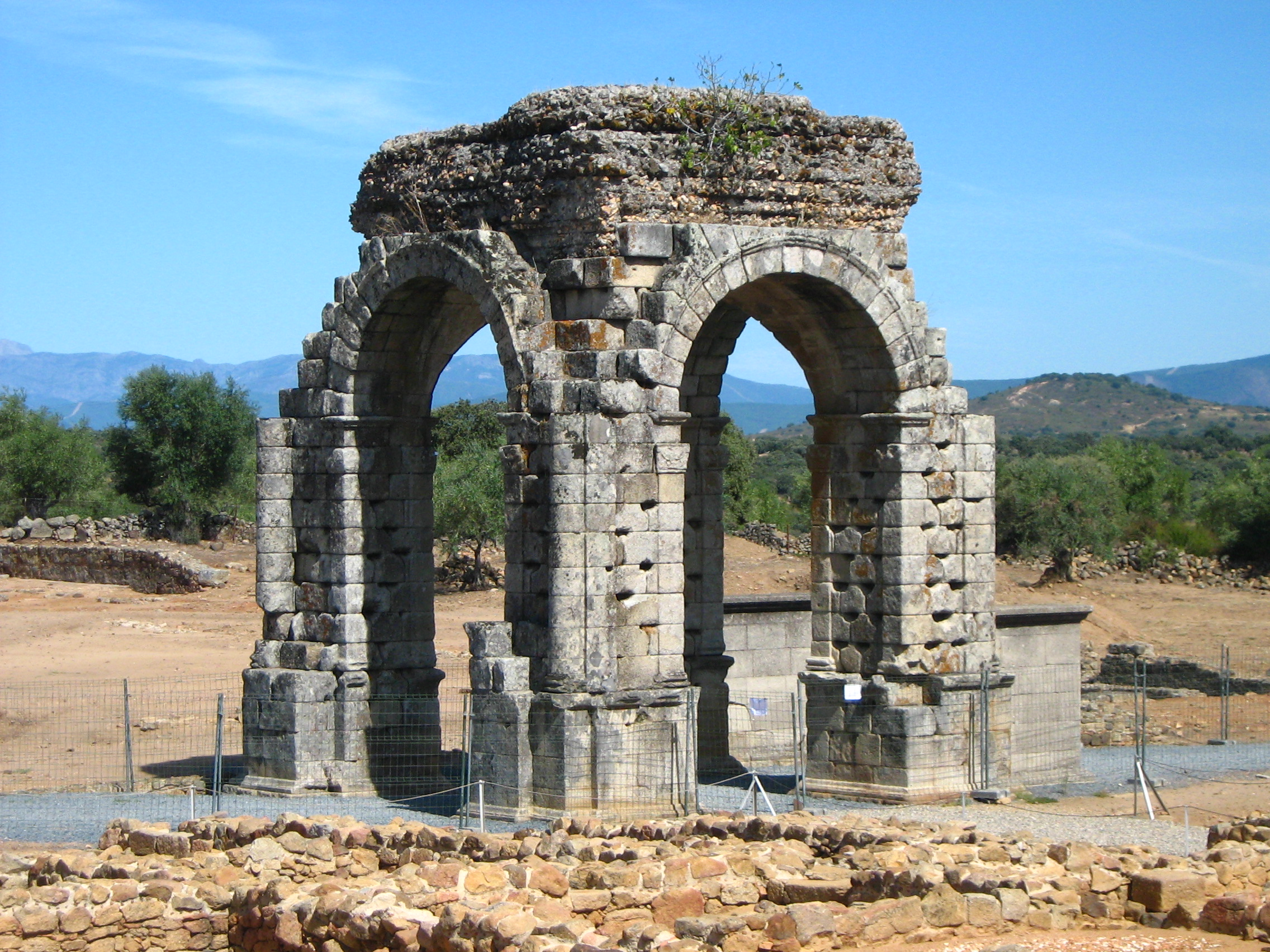
Arc, Capera, Espagne.
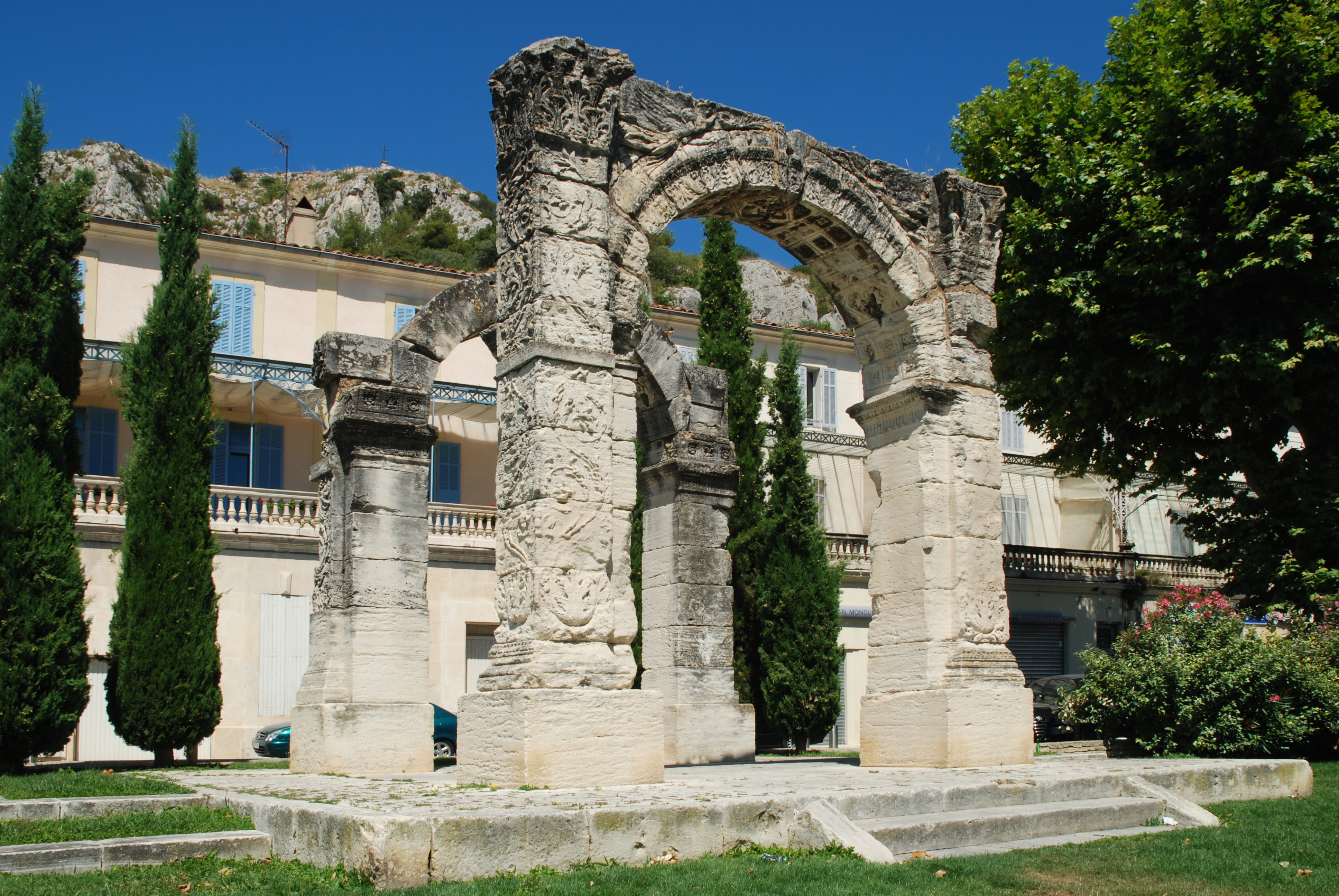
Arc antique, Cavaillon, France
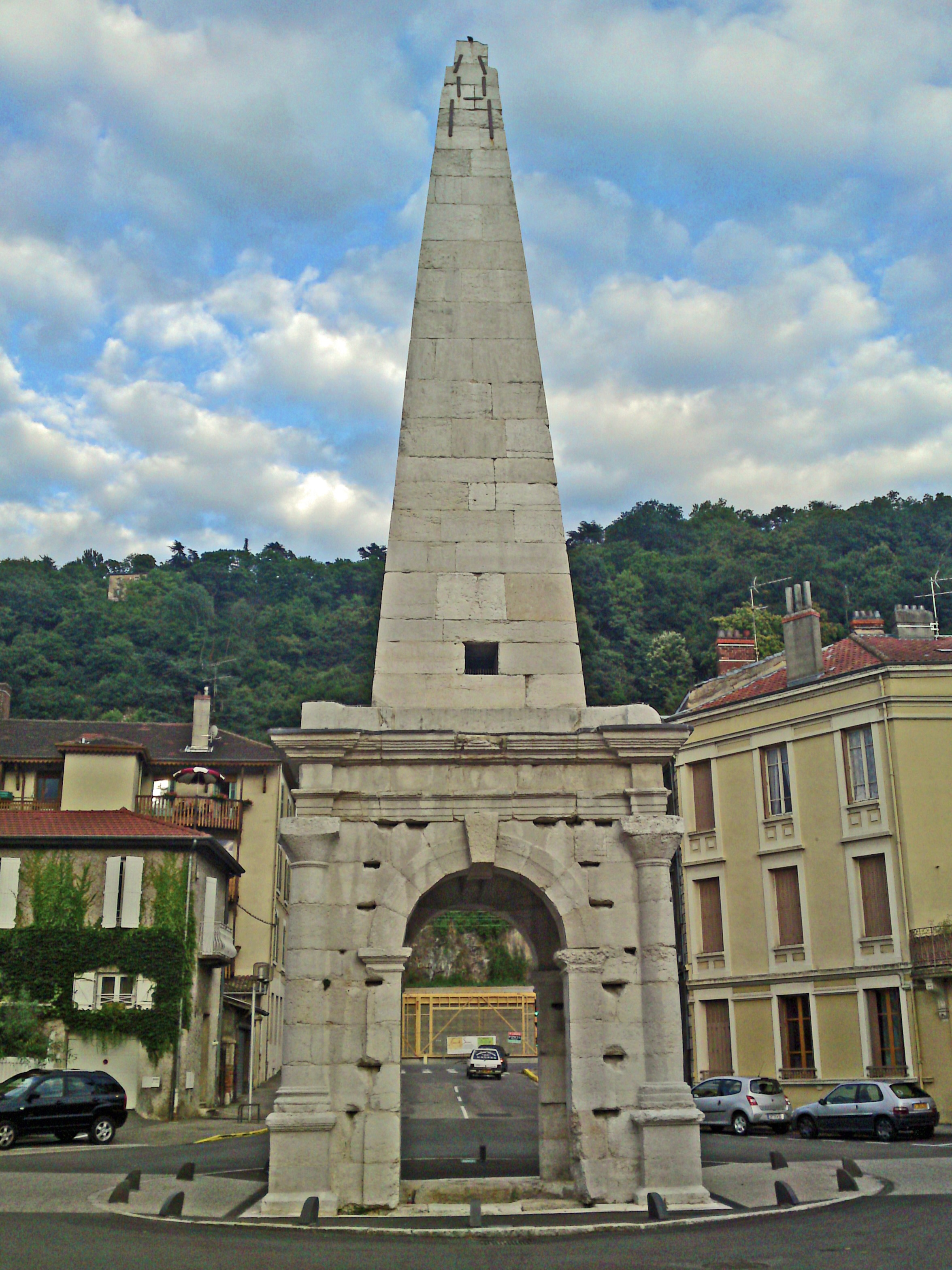
Pyramide de Vienne, Vienne, France.
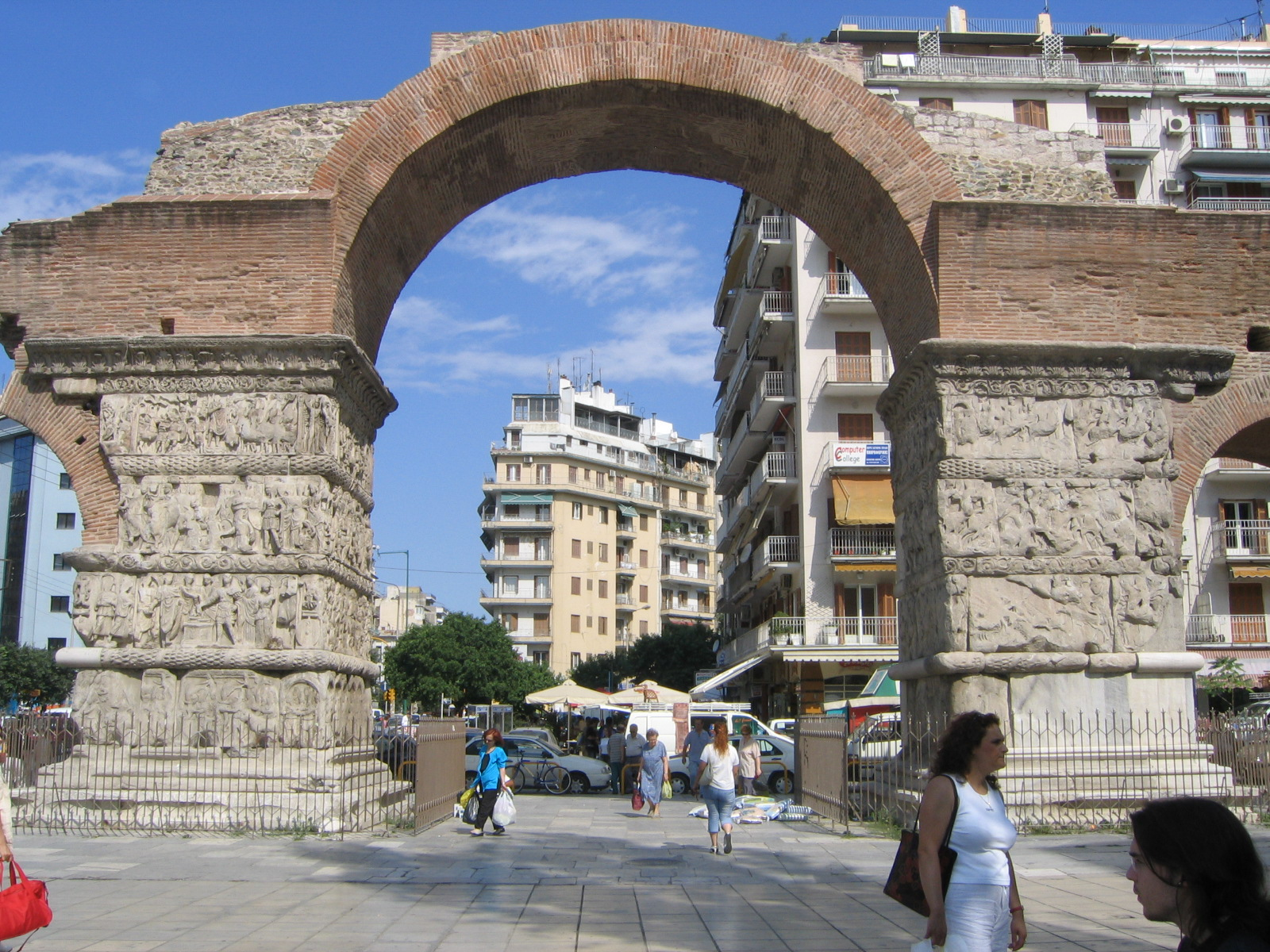
Arc de Galère, Thessalonique.
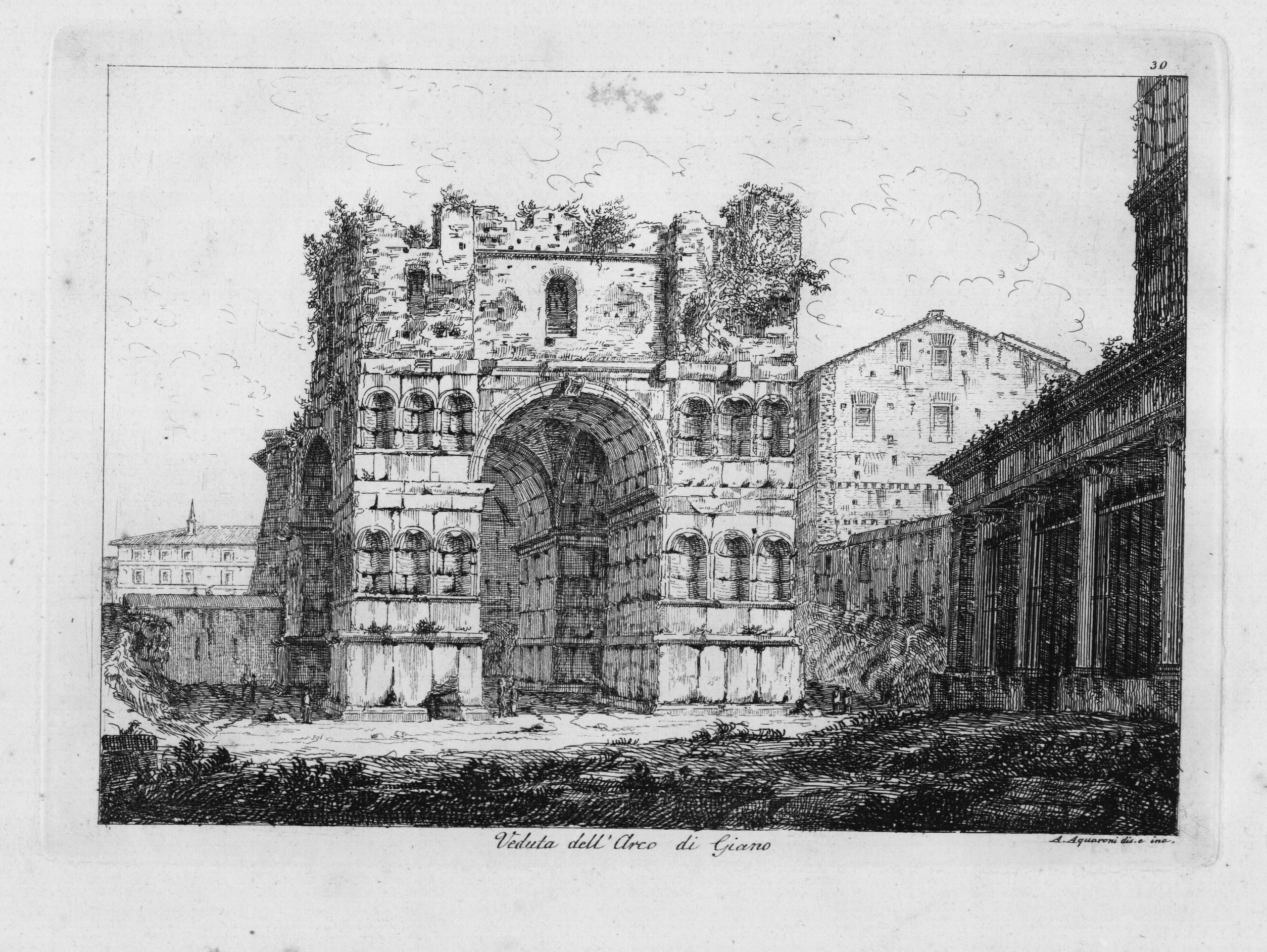
Arc de Janus, Rome, Italie.
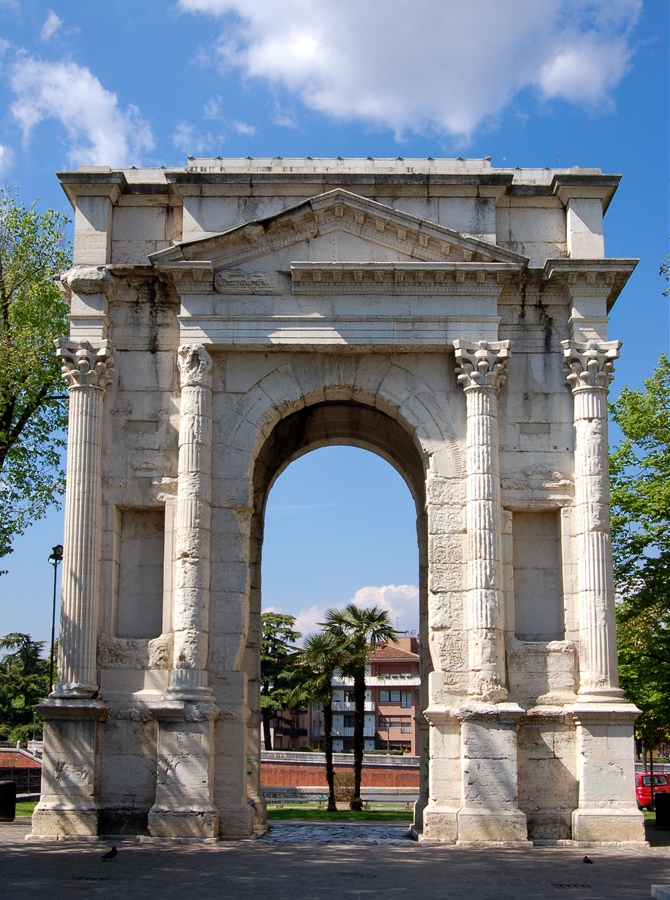
Arc des Gavi, Vérone, Italie.
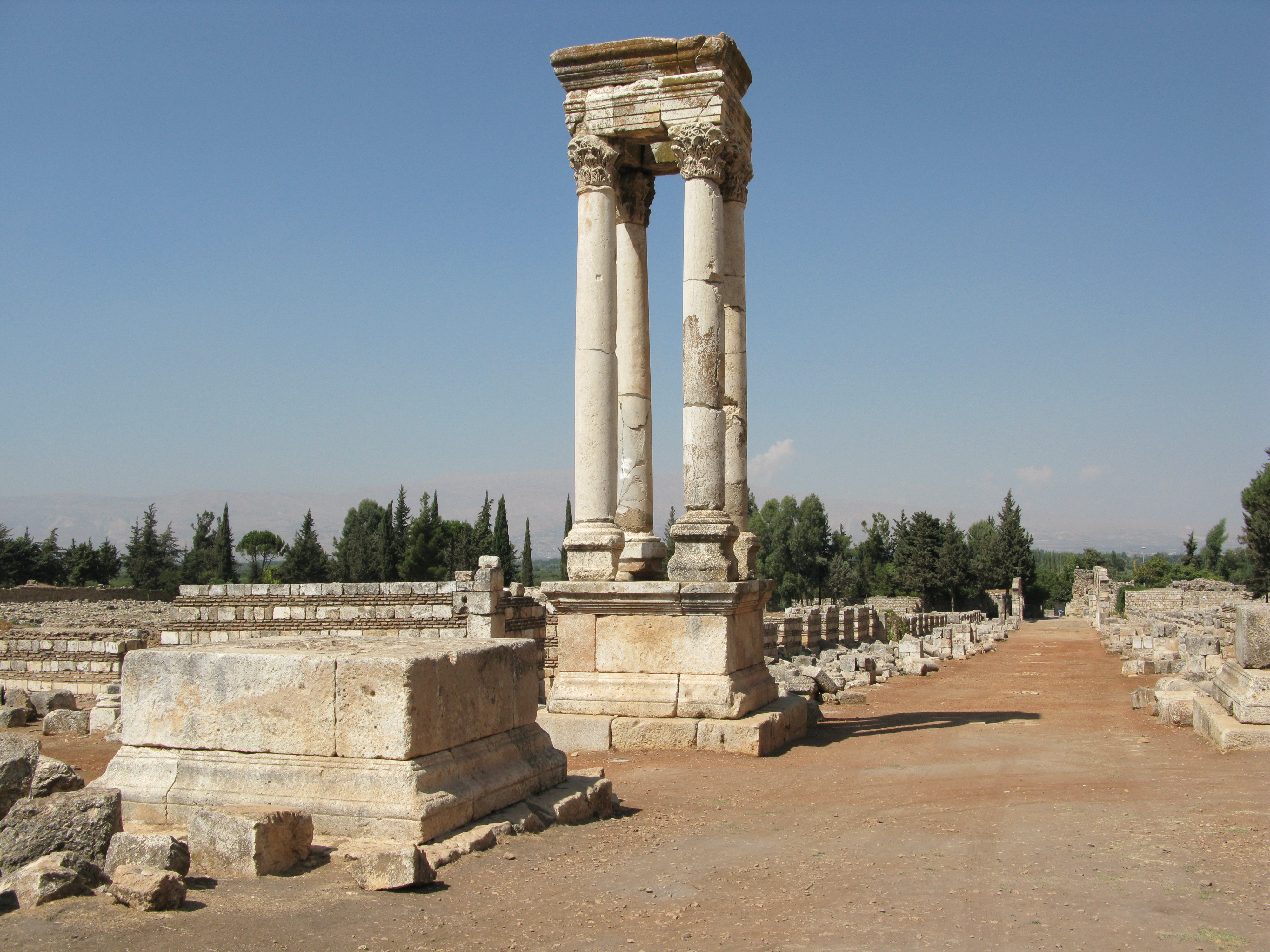
Tétrapyle, Anjar, Liban.
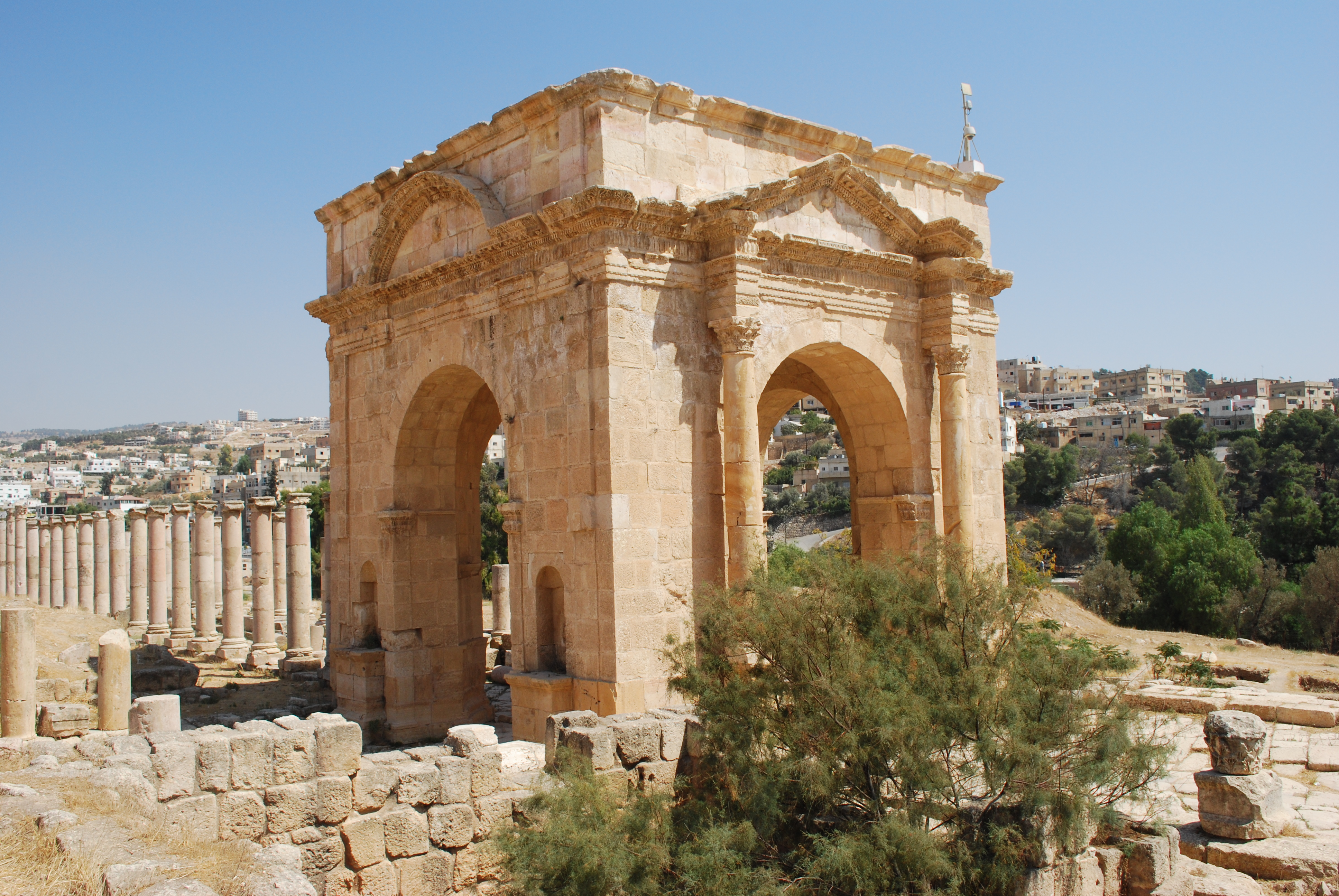
Tétrapyle nord, Gérasa, Jordanie.
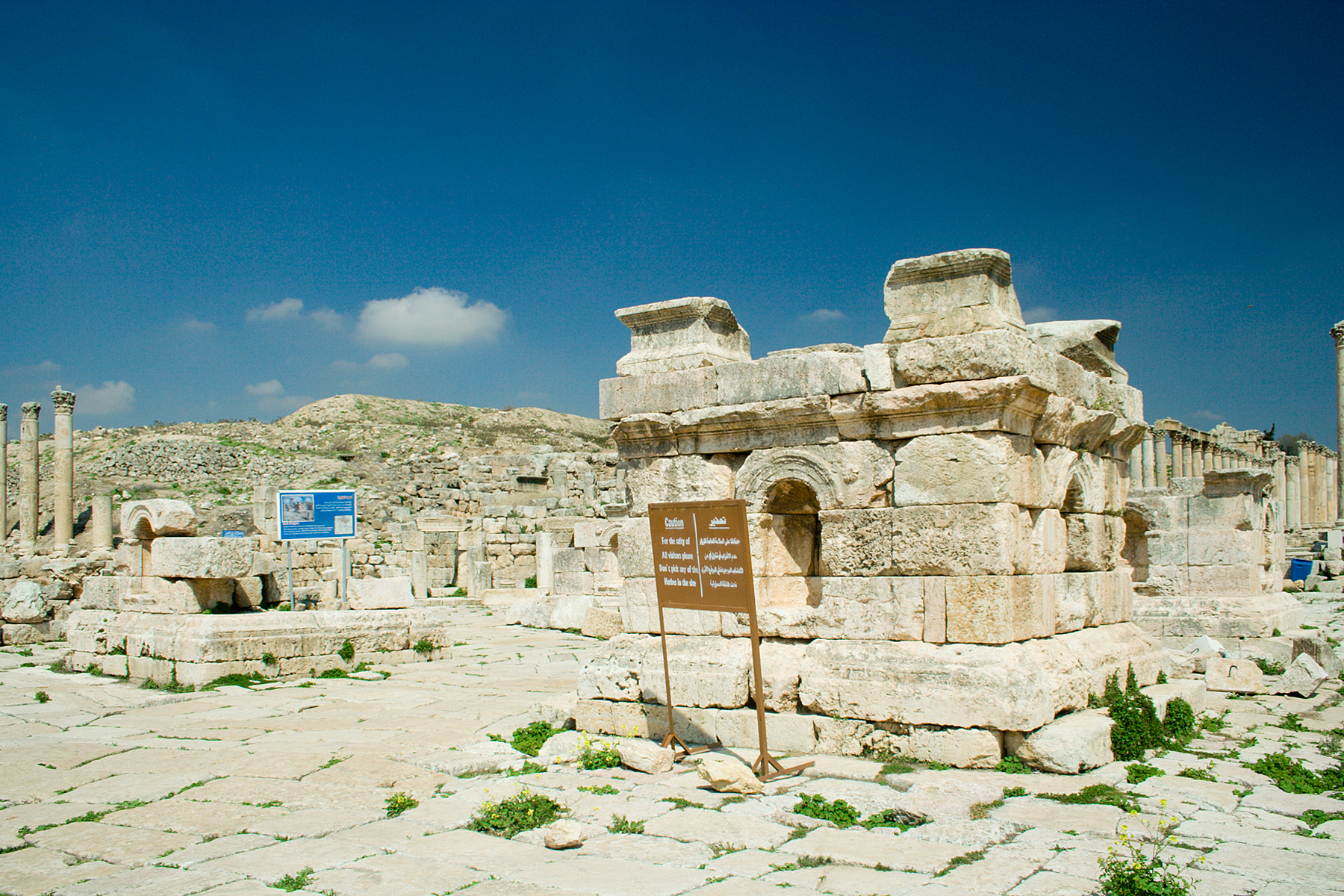
Tétrapyle sud, Gérasa, Jordanie.
Tétrapyle, Leptis Magna, Libye.
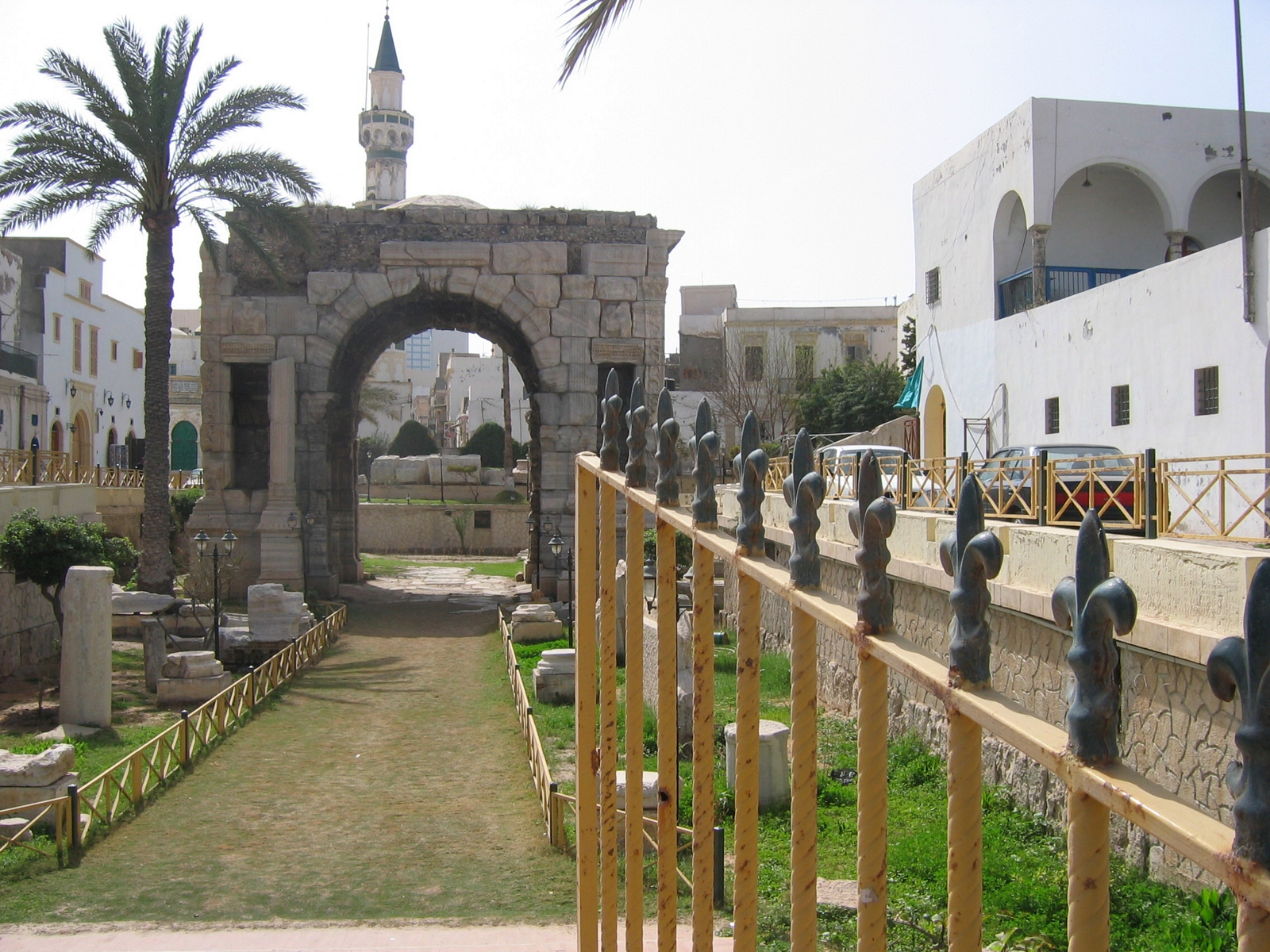
Tétrapyle de Marc Aurèle, Tripoli, Libye.
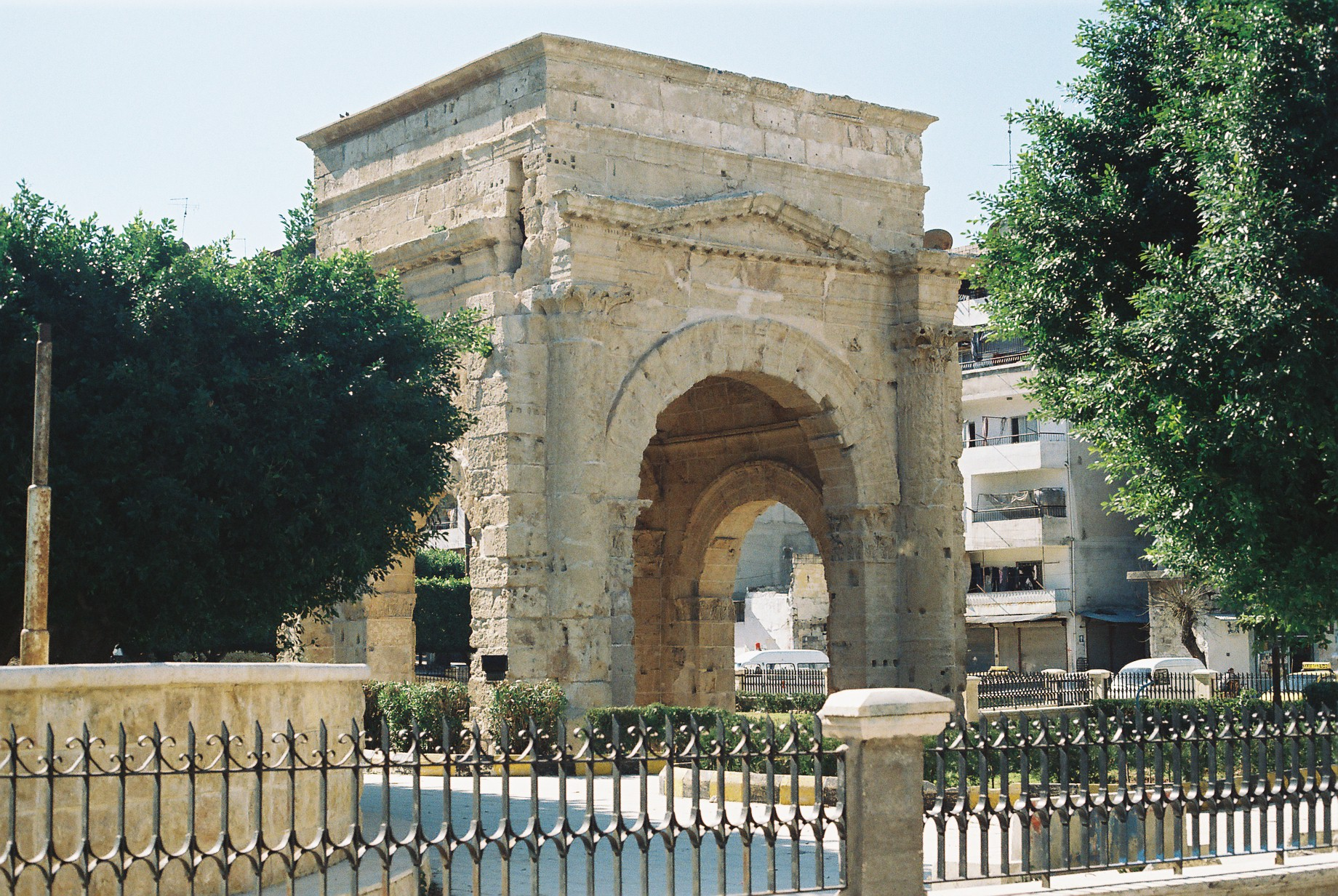
Tétrapyle, Lattaquié, Syrie.
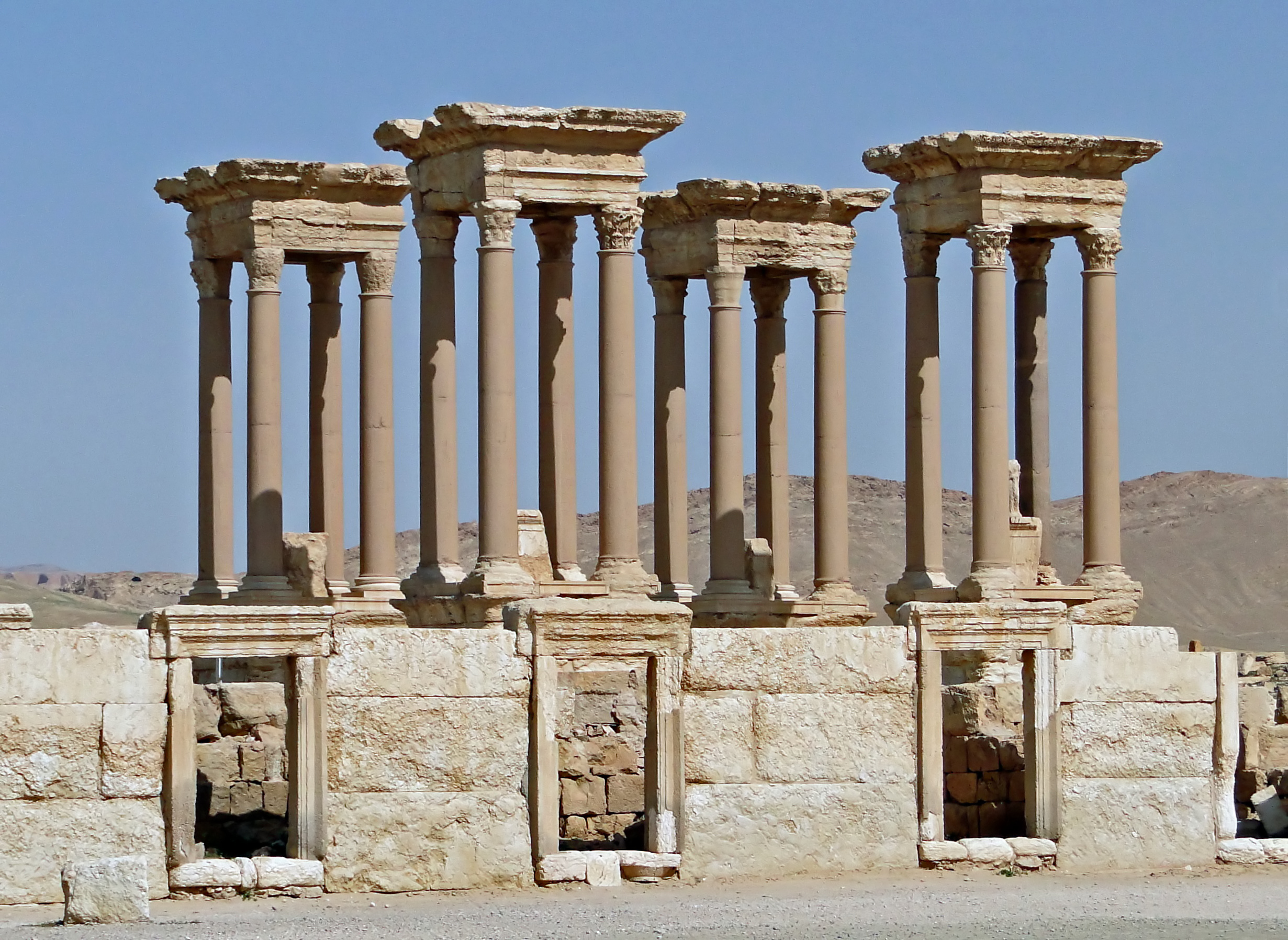
Tétrakionion, Palmyre, Syrie.
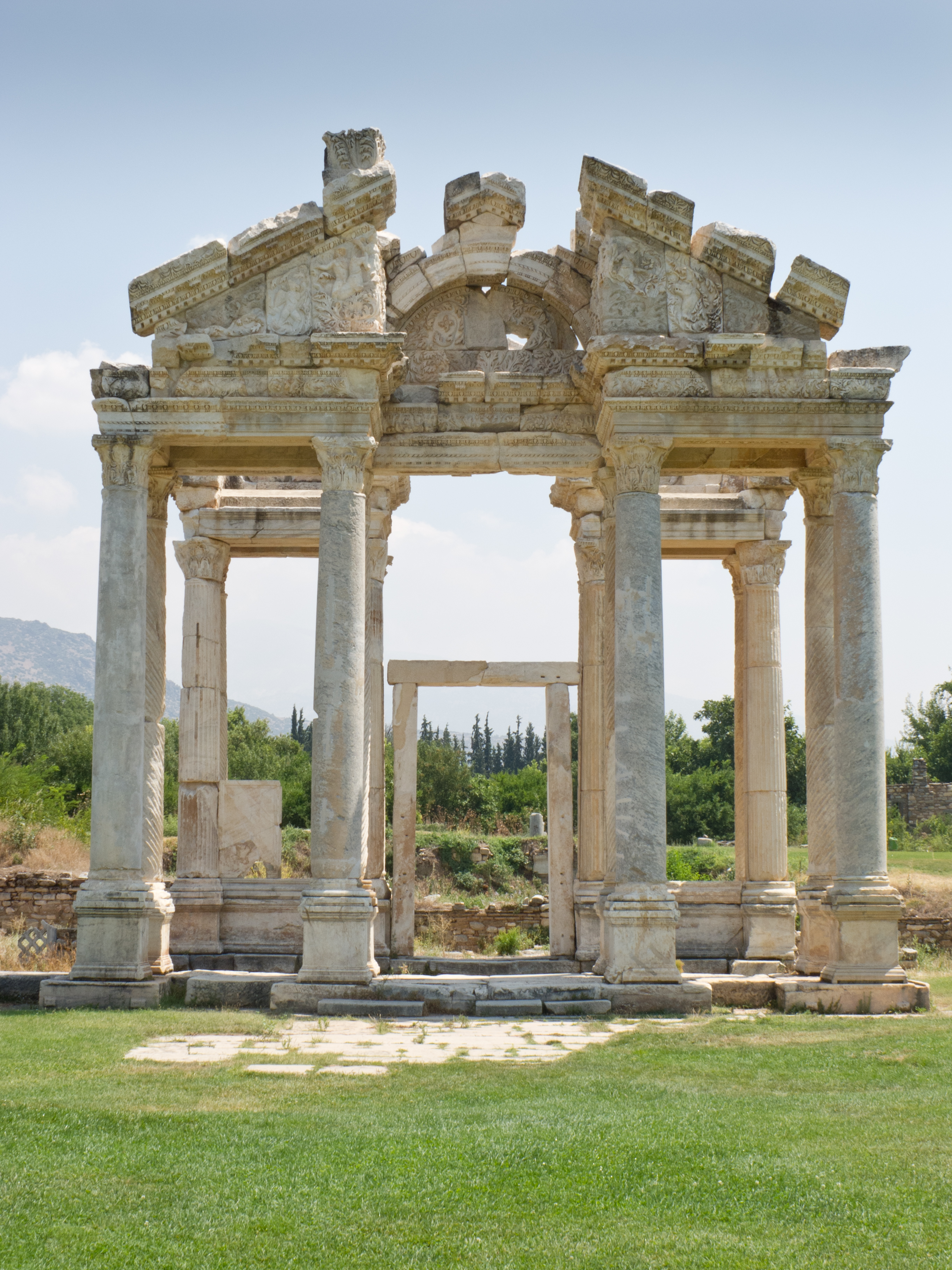
Tétrapyle, Aphrodisias, Turquie

### Tétrapyles modernes
Corée du Nord
- Arc de triomphe de Kim Il-sung, Pyongyang (1982).

France
- Arc de triomphe de l'Étoile, à Paris : tétrapyle de 50 m de haut construit au XIXe siècle.
- Arc de triomphe du Carrousel, au jardin des Tuileries, à Paris : tétrapyle sensu lato, puisque pourvu de huit entrées en tout, sur quatre faces.
- Fontaine des Innocents, à Paris : fontaine d'angle à trois faces à sa construction (1546), s'est muée en un tétrapyle en 1788, lors d'un remaniement d'urbanisme.

Laos
- Patuxai, Vientiane (1957-1969).

Mexique
- Monument à la Révolution, Mexico.

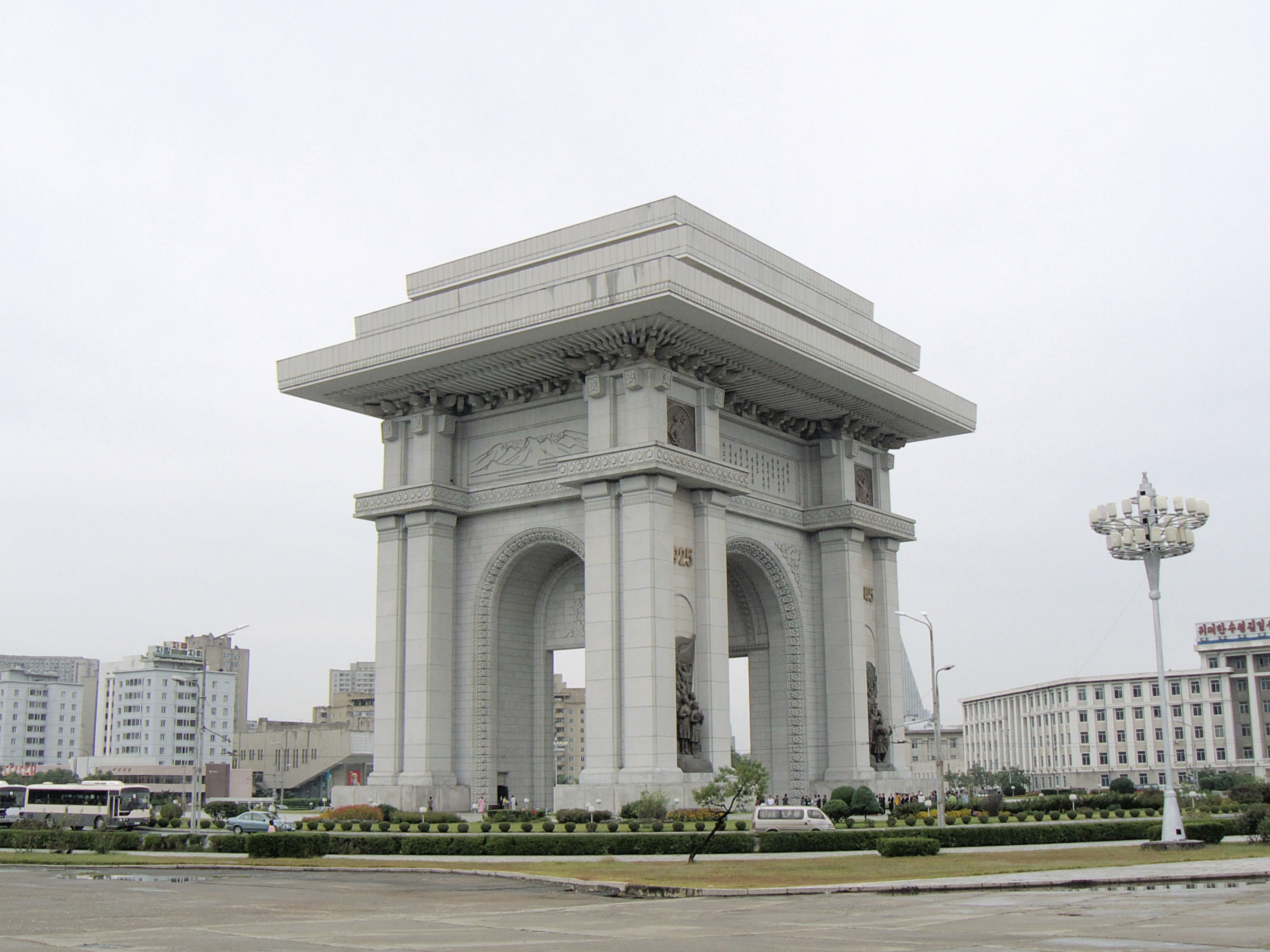
Arc de triomphe de Kim Il-sung, Pyongyang, Corée du Nord
Arc de triomphe de l'Étoile, Paris.
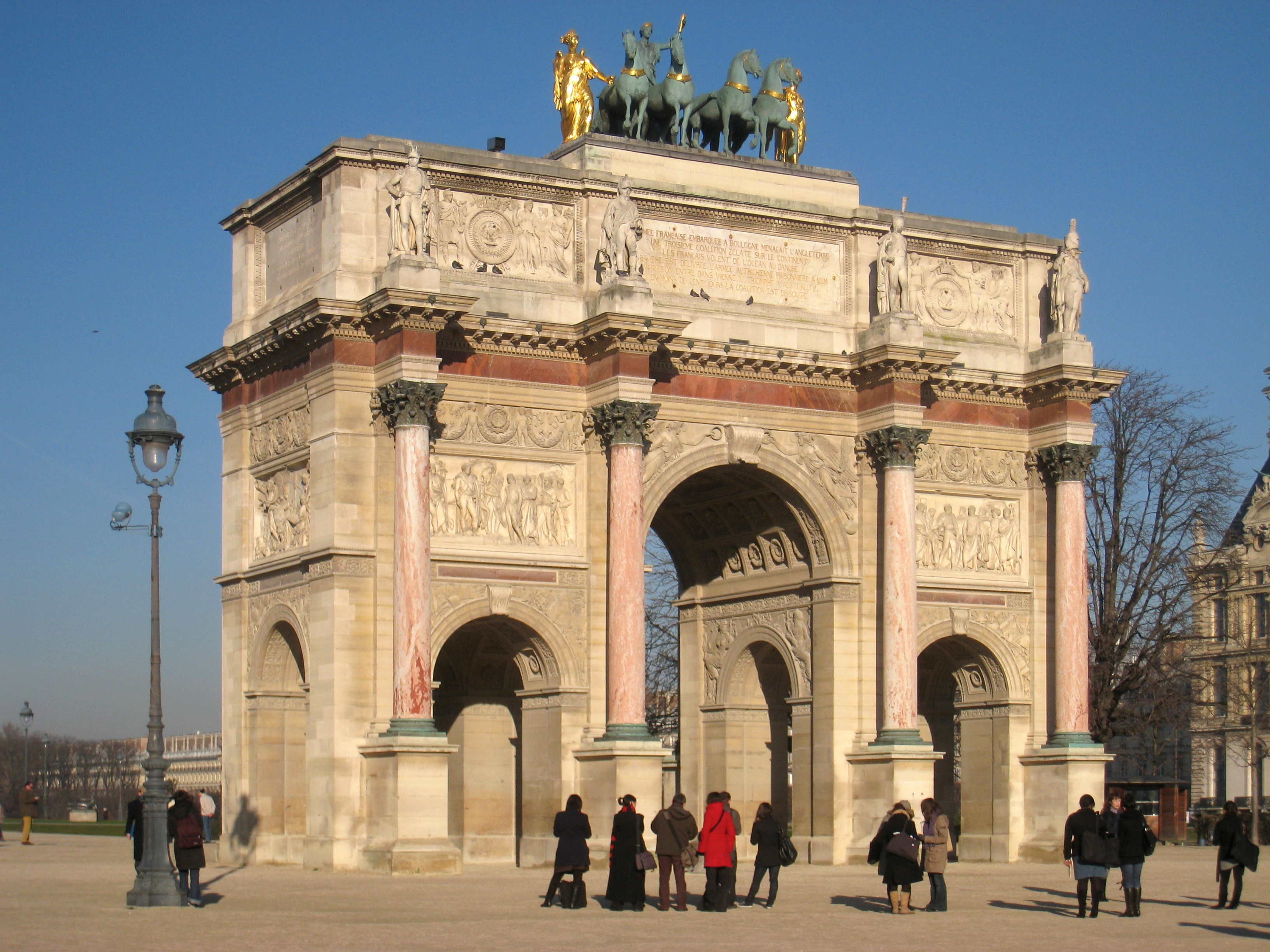
Arc de triomphe du Carrousel, Paris.
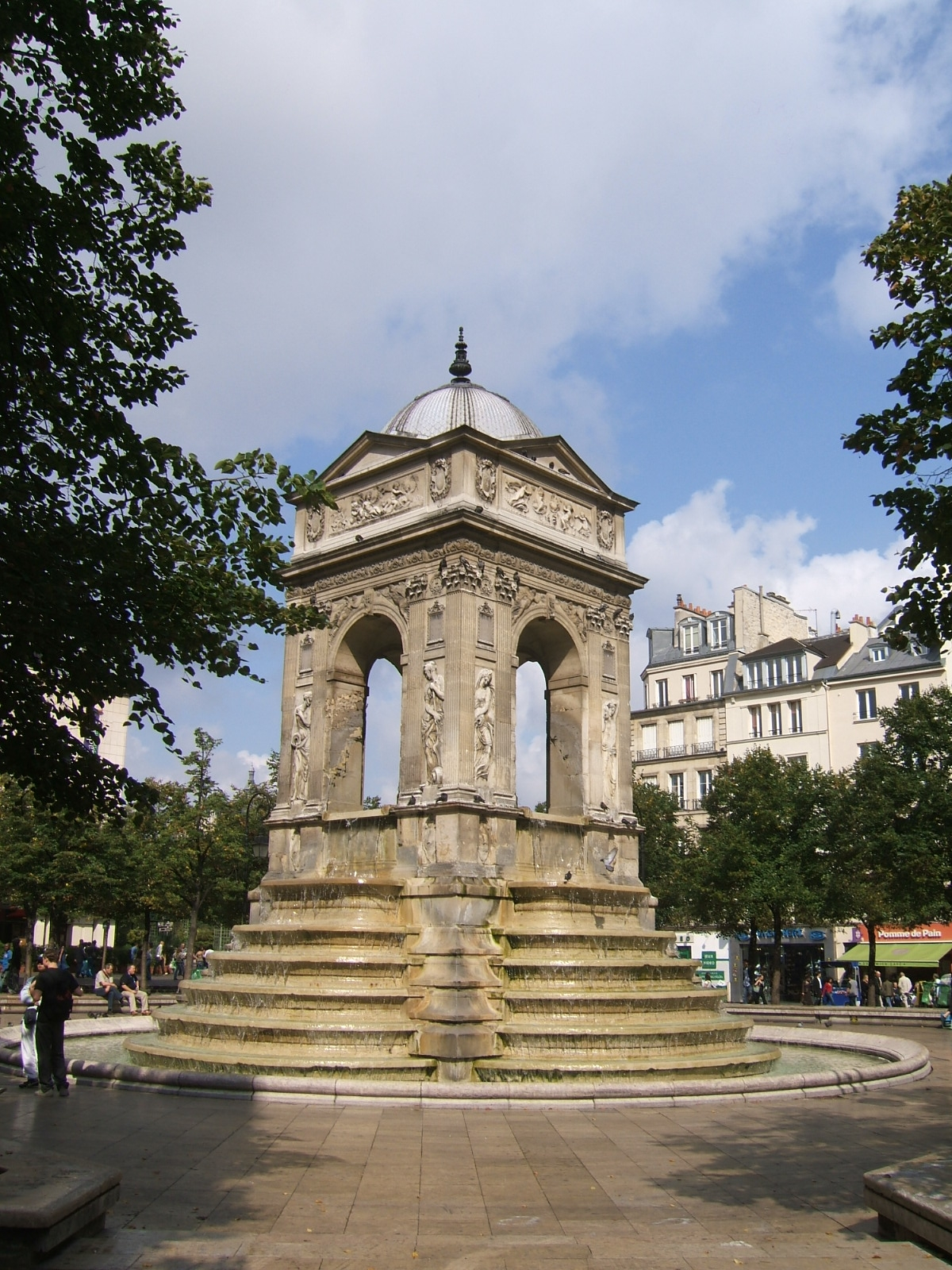
Fontaine des Innocents, Paris.
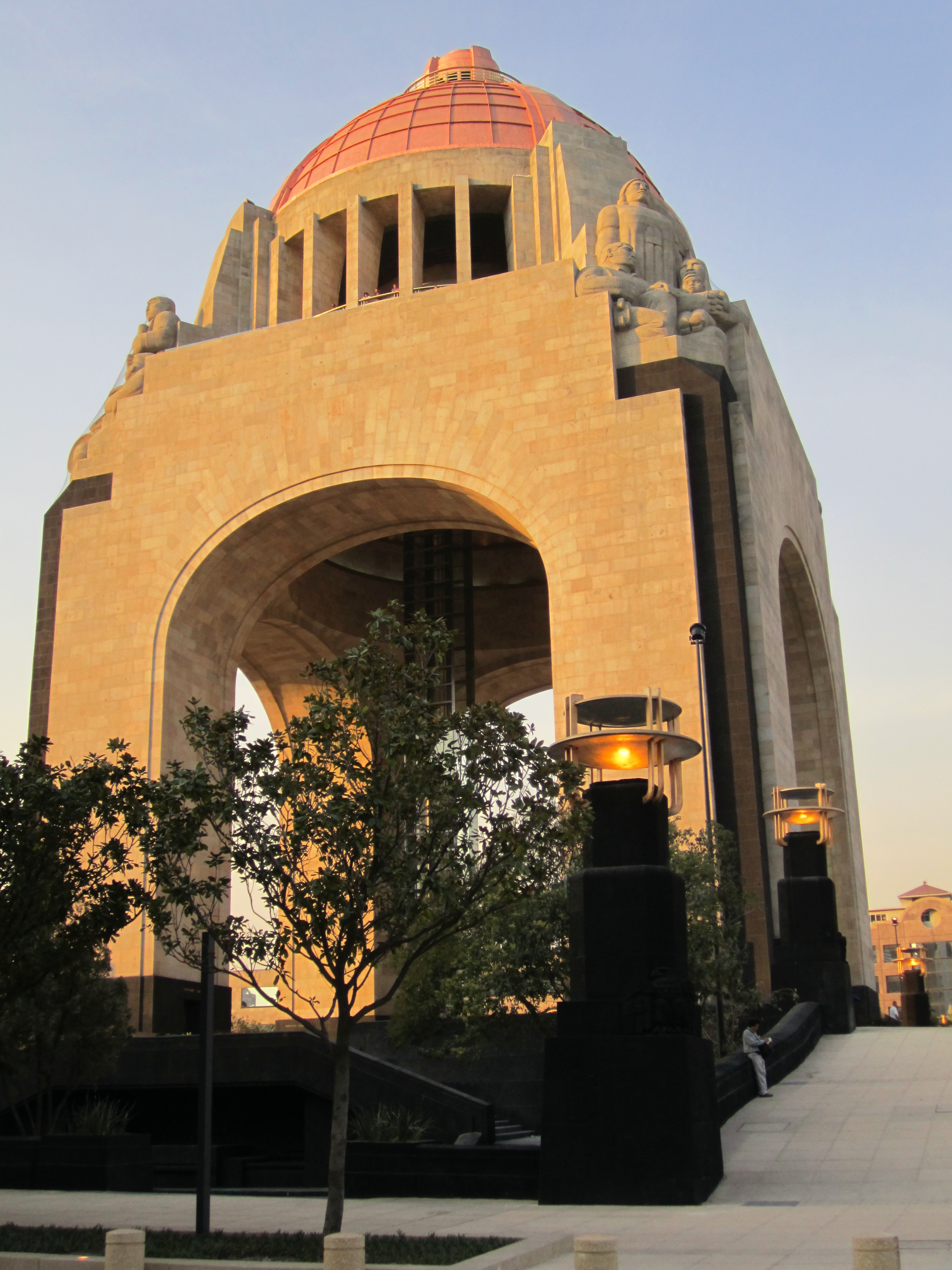
Monument à la Révolution, Mexico, Mexique.